# میلان پانیچ
میلان پانیچ (انگلیسی: Milan Panić؛ زادهٔ ۲۰ دسامبر ۱۹۲۹) یک سیاست‌مدار اهل صربستان است.